# Дім-музей Ш.А. Худайбердіна
Дім-музей Ш. А. Худайбердіна (башк. Ш. Ә. Хоҙайбирҙиндың Йорт — музейы) — музей видатного партійного і державного діяча, учасника встановлення Радянської влади в Башкортостані, письменника Ш. А. Худайбердіна, філія Національного музею Республіки Башкортостан. Розташований за адресою: Уфа, вул. Новомостова, 20.

## Історія й опис
Музей розташовується в двоповерховому дерев'яному будинку з мезоніном у м. Уфі. Будинок є історико-архітектурною пам'ятникою.
У 1923 році Уряд республіки подарував будинок Міністру внутрішніх справ республіки — Шагіту Ахметовичу Худайбердіну і його сім'ї. Шагіт Ахметович прожив в будинку один рік, його дружина і дочка — аж до 1960 року.
Відкриття музею планувалося в 1959 році, коли сім'я Худайбердінів хотіла віддати будинок для відкриття експозиції в честь Ш. Худайбердіна. Але тільки в 1991 році вирішено віддати будинок під музей.
Спочатку планувалося створення меморіального музею Ш. Худайбердіна. У подальшому вирішено назвати музей його ім'ям і залишити в експозиції меморіальну кімнату Ш. Худайбердіна, а в двох залах показати основні віхи національно-державного будівництва Республіки Башкортостан.
У музеї показані процеси національно-державного будівництва в Башкортостані від витоків до сьогоднішніх подій, матеріали і документи про створення і становлення національної державності башкирського народу починаючи з моменту формування башкирського національного руху; різні проекти національно-державного устрою Башкортостану: Тимчасової революційної ради Башкортостану, Татаро-Башкирської радянської республіки, Урало-Волзьких штатів, Башкиро-Киргизької республіки; розповідається про роль центральних органів Радянської влади і лідерів башкирського національного руху А-З. Валідова, Ш. Манатова, М. Халікова та ін. у створенні башкирської автономії; територіальні зміни, а також адміністративні поділу Башкортостану; досягнення і невдачі, допущені в ході проведення національно-державного будівництва в Башкортостані.
До недавнього часу здобуття національної автономії башкирського народу пов'язувалося тільки з перемогою Жовтневої революції і Угодою від 23 березня 1919 року. У той же час башкирський національний рух, боротьба башкирів за свою державність і свободу в 1917—1919 рр. ігнорувалися в догоду пануючої тоді ідеології.
Переосмислення багатьох подій того часу стало можливим сьогодні завдяки доступності архівних документів, легалізації праць лідера башкирського національного руху А.-З. Валіді.
Окремий зал музею — це меморіальна кімната Ш. Худайбердіна.
Окремий зал присвячений учасникам війн в Афганістані та Чечні.
Експозиція третього залу присвячена народній артистці Башкирської АРСР Тамарі Худайбердіній — дочки Ш. Худайбердіна.